# Incidente de Nikolayevsk
O Incidente Nikolaevsk (em russo Николаевский инцидент, Nikolajewski inzident, Jap. 尼港事件, Nikō jiken) foi uma série de eventos durante a Guerra Civil Russa em fevereiro-março de 1920, que culminou em um massacre de várias centenas de japoneses na cidade siberiana de Nikolayevsk no Amur (Niko japonês).
No início de fevereiro de 1920, uma comunidade japonesa de cerca de 450 pessoas e uma guarnição de 350 membros da 14ª Divisão do Exército Imperial Japonês como parte das Forças de Intervenção da Sibéria estavam em Nikolayevsk. Em janeiro de 1920, a cidade foi cercada por guerrilheiros sob o comando de Yakov Tryapitsyn, que estava em uma aliança frouxa com o Exército Vermelho bolchevique.
Como os guerrilheiros eram numericamente superiores e havia poucas perspectivas de reforço da guarnição japonesa devido à grande distância de outras tropas japonesas, o comandante da guarnição concedeu às tropas de Tryapizyn acesso à cidade.O exército japonês lançou um ataque surpresa em 12 de março de 1920. Isso falhou miseravelmente e resultou na execução dos sobreviventes da guarnição e na morte de dezenas de civis japoneses, dos quais apenas 122 sobreviveram. Quando uma expedição japonesa chegou a localidade no final de maio, Tryapitsyn executou os prisioneiros japoneses e russos restantes e incendiou a cidade.
O governo japonês apresentou um protesto contra o governo bolchevique em Moscou e exigiu reparações. O governo russo respondeu capturando e executando Tryapitsyn. No entanto, isso não foi suficiente para o governo japonês, e eles aproveitaram esse incidente como uma oportunidade para ocupar a metade norte de Sakhalin e atrasaram o reconhecimento diplomático da União Soviética até 1925. Em abril de 1920, para evitar uma guerra direta com o Japão, a Rússia Soviética estabeleceu um estado-tampão, a República do Extremo Oriente, que existiu até 1922.